# Nettlestead Green
Nettlestead Green – wieś w Anglii, w hrabstwie Kent, w dystrykcie Maidstone. Leży 10 km na południowy zachód od miasta Maidstone i 49 km na południowy wschód od centrum Londynu.